# Carsina kanshireiensis
Carsina kanshireiensis là một loài bướm đêm trong họ Noctuidae.